# アレクサンドル・チジャコフ
アレクサンドル・イヴァノヴィチ・チジャコフ（ロシア語: Александр Иванович Тизяков、1926年12月10日 - 2019年1月25日）は、ソ連8月クーデターの首謀者の一人。ソ連産業・建設・運輸・通信・国家企業・企業合同協会会長（名称は翻訳によって異なる）すなわち、ソ連国営企業の代表として、国家非常事態委員会に参加した。

## 来歴・人物
タタール自治共和国出身。第二次世界大戦では、独ソ戦に従軍した。戦後、国営企業に勤務し、スヴェルドロフスク（現在のエカテリンブルク）軍需関連企業合同のカリーニン名称機械生産工場の企業長となる。1990年6月ソ連国内の基幹産業の企業長の団体である、ソ連産業・建設・運輸・通信・国家企業・企業合同協会会長に就任する。1990年12月に全ソ連企業長大会を主催し、チジャコフは基調演説でストライキの禁止、従来の産業部門別省庁の維持、基幹産業再編の中断を要求している。ミハイル・ゴルバチョフ大統領は、チジャコフ演説に反論を加え、チジャコフをクーデター派に追いやる遠因を作ったと見られている。チジャコフは、クーデターに参加するまで、ほとんど無名の存在であった。
一般の国民はもちろん、企業長たちにもよく知られてはいなかったが、軍産複合体における彼の影響力は、強固であった。チジャコフの名が初めてソ連社会に知られるようになったのは、ソ連共産党機関誌『ソビエツカヤ・ロシア』に論文「国民へ告ぐ」の執筆者の一人として名を連ねたときである。1991年8月19日新連邦条約調印直前、国家非常事態委員会のメンバーに名を連ねる。チジャコフは、クーデターが成功したあかつきには、ソ連首相の地位に就くことを希望していた。しかし、結局クーデターは3日間で失敗した。チジャコフは自らが企業長となっていたカリーニン名称機械生産工場で、集会を開いた労働者によって企業長の解任並びに刑事訴追を要求される始末であった。チジャコフは、他のメンバーと共に逮捕された。しかし、ソ連崩壊の恩赦によって釈放され、再びカリーニン名称機械生産工場の企業長に復帰した。2019年1月25日、エカテリンブルクにて死去。92歳没。